# Lista de personagens de Legacy of Kain
Esta lista contém todos os personagens da série Legacy of Kain, abrangendo as sub-séries Blood Omen e Soul Reaver, bem como o capítulo integrante da trama, Defiance. Este artigo engloba personagens em geral, porém para informações aprofundadas sobre os dois principais personagens da série - Kain e Raziel - existem artigos próprios para cada um deles que deverá ser pesquisado.

## Personagens Principais

### Kain
Kain é o personagem principal da série Legacy of Kain. Inicialmente mostrado como um nobre assassinado e trazido de volta à vida como um vampiro sedento por vingança contra seus assassinos, Kain acaba eventualmente abraçando seus poderes vampíricos e vira as costas para o seu dever como guardião predestinado do Pilar do Equilíbrio para governar Nosgoth em sua decadência. Porém, ele desenvolve um desejo legítimo de salvar sua terra natal desafiando seu destino e devolvendo os Pilares aos Vampiros.

### Raziel
Raziel é um dos personagem mais importantes dos jogos da série Legacy of Kain, sendo também o personagem-protagonista da sub-série Soul Reaver. Ele é referido tanto por ser um Devorador de Almas quanto como sendo o manuseador da lâmina conhecida como Soul Reaver. Raziel ergue-se em contraste com Kain como um personagem de forte ética. Porém, as situações traiçoeiras em que ele normalmente se encontra raramente o permite fazer um julgamento ético unilateral do consenso, e ele acaba na maioria das vezes tendo de fazer a coisa errada pelo motivo certo.

## Série Blood Omen

### Anarcrothe the Alchemist (O Alquimista)
Anarcrothe é o personagem antagonista de Blood Omen, um dos feiticeiros insanos o qual Kain deve encarregar-se de eliminar para que seja possível prosseguir no jogo. Anarcrothe aparece somente em Blood Omen, onde é dublado por Richard Doyle.
Um membro do Círculo dos Nove (Circle of Nine), Anarcrothe serve como guardião do Pilar dos Estados. Seus experimentos na arte da alquimia o deixaram com terríveis cicatrizes. Depois que o Círculo enlouqueceu, Anarcrothe usou sua magia para criar o "Dark Eden" juntamente com seus companheiros guardiões Bane e Dejoule. Durante o jogo, Kain os confronta ali, mas Anarcrothe prova ser elusivo, invocando Malek e escapando em seguida. Ao final do jogo Mortanius faz o trabalho de Kain por ele, matando Anarcrothe durante a disputa e permitindo que Kain purificasse o Pilar dos Estados.

### Ariel
Uma personagem-suporte recorrente na série Legacy of Kain, Ariel aparece quase que como uma aparição. Também conhecida por seu título de Guardiã dos Pilares, Ariel the Balance (Ariel do Equilíbrio). Ela oferece conselhos enigmáticos aos personagens principais, nos quais, nos primeiros jogos das séries Blood Omen e Soul Reaver, informam ao jogador sobre seu próximo objetivo. Enquanto Ariel continua a prover pistas e direções nos jogos subsequentes, eles são em sua maioria para que o jogador evolua no storyline. Ariel é dublada por Anna Gunn ao longo dos jogos em que aparece. No início da produção de Blood Omen, ela era conhecida como "Adonathiel".
A morte de Ariel, mostrada pela primeira vez em Blood Omen: Legacy of Kain, é um evento de pano-de-fundo ao qual outros personagens referen-se e é o elemento principal da trama por trás de Legacy of Kain. Em vida, Ariel foi uma poderosa e bela maga. Era a guardiã do Pilar do Equilíbrio e Líder do Círculo dos Nove. Seu assassinato por forças negras foi o catalisador para a queda de Nosgoth. Nupraptor, o companheiro guardião e amante de Ariel, caiu em uma paranóia enlouquecida após encontrar seu corpo, o que refletiu-se fisicamente em todos os outros membros do Círculo dos Nove. A insanidade dos guardiões causou a corrupção de seus pilares e a crescente degradação Nosgoth, motivando a busca de Kain em Blood Omen e formando a base de seu subsequente dilema.
Nos jogos, Ariel é encontrada quase que em todas as vezes nos Pilares de Nosgoth, aos quais sua alma está presa. Suas aparições durante a série não ocorrem de forma cronológica e seu comportamento diante do personagem principal, particularmente Raziel, varia bastante. Em Blood Omen, ela guia Kain sob o disfarce de uma vampira fugitiva, enquanto esconde o fato de que ele seria seu substituto como o Guardião do Equilíbrio e que ele deveria sacrificar-se para ser bem-sucedido em sua missão. em Soul Reaver, ela atua como uma aliada para Raziel, oferecendo a ele conselhos sempre de maneira criptografada, enquanto que em sua breve participação em Soul Reaver 2,  o qual precede Soul Reaver cronologicamente, ela trata Raziel com ambivalência. Ariel retorna a um papel mais substancial em Defiance, no qual ela inicialmente identifica Raziel como um inimigo, mas depois o guia a desfazer todo o mal causado por seu assassinato, resolvendo assim sua sub-história.
Num esboço do que seria o final original de Soul Reaver, estaria incluído um evento no qual Raziel destrói Ariel para absorver sua alma para o interior da Soul Reaver, na intenção de dar à arma espectral novos poderes. Uma cena descrevendo este evento foi usada na versão final de Soul Reaver, numa maneira de profetizar novas e futuras linhas de história. Seu conceito acabou por fim sendo adaptado na trama de Defiance onde, ao invés de ser atacada por Raziel, ela segura suas mãos e deixa-se absorver voluntariamente pela Soul Reaver. Por batizar a lâmina com sua energia espiritual pura, ela subsequentemente é libertada de seu limbo e pode finalmente desfazer os grilhões que a aprisionavam aos Pilares de Nosgoth.

### Azimuth the Planer (A Planinauta)
Azimuth é uma personagem antagônica em Blood Omen, sendo uma das feiticeiras insanas que integrava o grupo de principais inimigos os quais o jogador deveria destruir para concluir o jogo. Dublada também por Anna Gunn, ela aparece somente em Blood Omen, mas no entanto é revelado posteriormente que suas ações promovem repercussões nos jogos seguintes.  Durante os estágios de pré-produção de Blood Omen, Azimuth era conhecida como "Hericus".
Azimuth é a guardiã do Pilar das Dimensões, governando a cidade de Avernus da catedral em seu centro. Sádica antes mesmo da insanidade de Nupraptor envenenar sua mente, durante os eventos de Blood Omen, ela permite que os seres extra-dimensionais "thralls" que ela mesma invoca destruam Avernus. Quando Kain chega para confronta-la, ela também já possui um dispositivo de fluxo temporal, que a permite invocar criaturas de outros tempos em adição aos seus demônios - um item-chave em pontos futuros da trama - o qual Kain recupera após matá-la. Este também recebe o "Terceiro Olho de Azimuth" como um outro item-chave, o qual permitia que ela enxergasse através de outros mundos e dimensões. Ele é usado para restaurar o Pilar das Dimensões, ao qual ela serve.
Blood Omen encoraja a suposição de que Azimuth está envolvida com o culto sacrificial de Lorde Hash'ak'gik, fundando-se neste fato um livro ensanguentado que o jogador pode examinar em sua catedral, e o dispositivo de fluxo temporal encontrado sob sua posse sugere seus experimentos em viagens temporais. Ambas estas possibilidades são mais exploradas em Defiance, no qual o Culto de Hash'ak'gik é mostrado como centralizado nas catacumbas abaixo da Catedral de Avernus, e o futuro desenvolvido vampiro Turel é apresentado como sendo adorado pelo mesmo.

### Bane the Druid (O Druida)
Bane é um personagem antagônico em Blood Omen; um dos feiticeiros insanos os quais cabe a Kain destruir para progredir na história. Ele aparece unicamente em Blood Omen, e é dublado por Paul Lukather. Nos primeiros estágios da pré-produção, o nome de Bane era "Orzach".
Bane serve como guardião para o Pilar da Natureza, e isto lhe dá poderes sobre a flora, fauna, terreno e clima. Bane, Dejoule, e Anacrothe criaram juntos a área do "Dark Eden", na qual Kain infiltra-se no decorrer de Blood Omen. Seu papel é o de um chefe de fase com a habilidade impressionante de transformar terra em água. Após derrotar Bane, Kain recebe seu arranjo de galhardas como item-chave, o qual é usado para restaurar seu pilar corrompido da Natureza.

### Dejoule the Energist (A Energicista)
Dejoule é uma personagem antagônica em Blood Omen, sendo uma das feiticeiras insanas que integrava o grupo de principais inimigos os quais o jogador deveria destruir para concluir o jogo. Ela figura somente em Blood Omen, e como todas as personagens femininas do jogo, é dublada por Anna Gunn. Seu nome mesmo na pré-produção já era esse, que deriva da referência da unidade de energia SI, o joule.
Dejoule serve como guardiã do Pilar da Energia. Suas experiências em desfragmentar a energia acabaram por alterar sua composição molecular, e ela agora emite uma aura mágica que fere qualquer um que aproxime-se dela. Devido a este fato, ela usa uma capa de material isolante para evitar ferir seus associados mais próximos. Esta mesma capa é adquirida mais tarde por Kain como a chave da restauração do Pilar da Energia. Levada à loucura como o restante dos membros do Círculo, ela usa seus poderes para criar o "Dark Eden", uma paródia distorcida da natureza, com seus companheiros guardiões Bane e Anacrothe. Quando Kain chega ao Dark Eden durante sua missão de eliminar o Círculo dos Nove, Dejoule libera todo seu poder contra ele, mas logo é sobrepujada e definitivamente eliminada.

### Elzevir
Elzevir é um "criador de bonecos" que possui a habilidade mística de animar suas criações. Ele foi o responsável pela melancolia do Rei Ottmar, pois roubou a alma de sua filha (a Princesa de Willendorf) através de um feitiço feito sobre uma mecha de seus cabelos que ele adquiriu num concurso organizado pelo rei. Neste concurso, o vencedor seria aquele que criasse o brinquedo que mais agradasse à princesa, no qual Elzevir foi o vencedor ao fazer uma boneca réplica da jovem monarca.

### The Hylden Lord (O Senhor Hyldeniano)
O Hylden Lord é um antagonista recorrente na série Legacy of Kain, conhecido por vários nomes como Hylden Lord, Saraphan Lord (o Senhor dos Serafan), Hylden General e também Dark Entity (Entidade Negra). Em Blood Omen 2 ele é dublado por Earl Boen, e em outros jogos é feito por René Auberjonois, Tony Jay, e Alastair Duncan enquanto possui outros personagens.
Em Blood Omen, a Entidade Negra parece estar no comando do culto de Hash'ak'gik, sendo mencionado como receptáculo de sacrifícios. Os desenvolvedores do jogo revelaram mais tarde que a Entidade Negra era no entanto a verdadeira identidade do ser que esquematizou a queda do Círculo dos Nove possuindo Mortanius e usando-o para assassinar Ariel. Na batalha final contra Mortanius, a Entidade Negra transforma o corpo moribundo do necromante em sua forma física manifestada - o demoníaco chefe final do jogo.
A Entidade Negra retorna em Blood Omen 2, agora referido como o Saraphan Lord ("Senhor dos Serafan") e apresentando-se como um novo inimigo, porém mais tarde sendo explicado de que trata-se na verdade do velho maligno conhecido.
O Senhor dos Serafan' é mostrado na sequência de abertura do jogo como sendo o líder da restaurada Ordem dos Serafan', a qual destrói o exército vampírico de Kain, freando sua conquista de Nosgoth. Ele derrota Kain com a ajuda de um artefato conhecido como Nexus Stone (Pedra do Nexus). O Senhor dos Serafan passaria a governar então a capital de Nosgoth, Meridian, por 200 anos. Contudo, ele é eventualmente destronado pelo revivido Kain, que toma sob seu controle a Pedra do Nexus. Durante o curso dos acontecimentos, o Senhor dos Serafan revela-se o líder dos Hylden, uma raça banida de Nosgoth em seus primórdios, mas que agora planejava quebrar o selo que aprisionava seu povo. Kain arruína seus planos atirando a Pedra do Nexus no portal de acesso ao lugar de banimento dos Hyldenianos, selando-o e evitando que qualquer ser daquela raça invadisse Nosgoth.
Em Defiance, Turel finalmente reaparece, adorado pelos humanos do culto de Hash'ak'gik como sendo seu líder "Hash'ak'gik", mas o verdadeiro líder Hylden também aparece, referido como sendo Hylden Lord ou Hylden General. Visto da primeira vez como o possessor de Mortanius, o Hylden Lord agora toma o controle sobre Janos Audron após o colapso dos Pilares de Nosgoth. Raziel tenta impedi-lo de usar Janos para entrar em Nosgoth, mas o "Senhor Hyldeniano" prova-se poderoso demais para ser detido, alçando vôo para longe para começar o plano Hyldeniano de dominação descrito em Blood Omen 2, ainda no corpo sem espírito de Janos.

### Malek the Paladin (O Paladino)
Malek é um personagem antagônico introduzido em Blood Omen como o protetor do Círculo dos Nove e guardião do Pilar do Conflito. Ele é um inimigo fanático dos vampiros e deve ser destruído antes que a busca de Kain possa ser bem-sucedida. O maior papel de Malek é em Blood Omen onde ele é um chefe de fase, porém ele faz aparições ou é mencionado em outros jogos da série também.
Em Blood Omen, Neil Ross empresta sua voz à Malek, enquanto que em Soul Reaver 2 seu dublador não é creditado. Nos estágios iniciais da produção de Blood Omen, Malek era conhecido como "Guillaume".
Em Blood Omen, Malek é o último remanescente dos Saraphan, uma ordem de sacerdotes guerreiros caçadores de vampiros. Como um dos 7 Inquisidores Saraphan, sua primeira aparição ocorre num "flashback" na sequência de abertura do jogo - 500 anos antes dos acontecimentos atuais, ele falhou em proteger o Círculo dos Nove do vampiro Vorador, resultando na morte de 6 guardiões. Como punição por seu fracasso, Mortanius arrancou a alma do corpo de Malek e a aprisionou em sua armadura, amaldiçoando-o a uma existência eterna de servidão ao Círculo. Durante o storyline, Malek aparece no momento da fuga de Nupraptor, e é apresentado como sendo um inimigo poderoso demais para ser destruído por Kain. Mais tarde, a batalha entre ambos no bastião de Malek nas montanhas termina num impasse, forçando Kain a perseguir outras opções. Eventualmente no entanto Malek morre pelas mãos de seu velho adversário, Vorador.
Malek faz uma breve participação em Soul Reaver 2, onde são revelados novos detalhes sobre sua falha em proteger o Círculo dos Nove de Vorador - ele é transportado por Moebius, que intentava força-lo a destruir Raziel. Juntamente com Rahab, Malek é um dos únicos Inquisidores Serafan a não tomar parte no banho de sangue promovido contra Janos Audron, enquanto este empreendia fuga. Ele também é mencionado em Soul Reaver - seu nome aparece numa das tumbas no Santuário Serafan ao lado das tumbas vazias de Raziel e seus irmãos. Aparentemente, Malek foi o único dos 7 Inquisidores Serafan a não ser revivido por Kain, uma vez que seu corpo já havia sido destruído durante os eventos em Blood Omen. Sua aparência pode ser vista ainda em um dos "puzzles" de Defiance.

### Moebius the Timestreamer (O Tecelão do Tempo)
Moebius é um personagem antagônico introduzido em Blood Omen; um dos feiticeiros insanos os quais cabe a Kain destruir para progredir na história. Juntamente com Kain e Raziel, Moebius é um dos únicos personagem a fazer ao menos uma pequena aparição em todos os jogos da série, e serve como antagonista principal. Ele é usado como um chefe em Blood Omen, mas é mais frequentemente usado para desenvolver a trama nos outros jogos em que aparece. Dentro do contexto da história, ele possui poder sobre o tempo, e sua sabedoria sobre os eventos passados e futuros permitem-lhe interagir com os personagens principais de uma maneira consistente apesar de suas aparições cronologicamente inconsistentes. Ao longo da série ele é dublado por Richard Doyle. De acordo com o material bônus introduzidos nos jogos, Moebius era conhecido como "Bridenal" enquanto a série estava em desenvolvimento.
Moebius é apresentado em Blood Omen sob o título de "Oráculo de Nosgoth". Mais tarde é revelado como sendo o guardião do Pilar do Tempo; sua habilidade profética baseia-se em seu poder de viajar através do tempo em suas diversas fases. Descrito como sendo "intensamente maligno e manipulador", Moebius foi o responsável pela mudança do rei William o Justo, que tornou-se tirano. Moebius posteriormente manipula Kain usando sua persona de oráculo, deixando dispositivos de viagem temporal em seu caminho e levando-o a assassinar o Rei William no passado, antes mesmo que esse pudesse tornar-se uma ameaça. O ato de Kain inspira o ódio contra os vampiros entre a maioria dos povos humanos de Nosgoth, ódio o qual Moebius alimenta ainda mais e acaba por transformar numa cruzada sangrenta contra os vampiros. Eventualmente, Kain confronta-se com Moebius e o mata, mas neste ponto Kain é o último sobrevivente da raça vampírica em Nosgoth.
Em Soul Reaver, Moebius mostra-se à Raziel na cena final do jogo, levando-o aos eventos de Soul Reaver 2. Soul Reaver 2 inclusive adiciona novas facetas à persona do "Tecelão do Tempo". Durante o curso dos acontecimentos, ele conspira inúmeras vezes a levar Raziel a matar Kain, revelando à Raziel que ambos serviriam ao mesmo mestre, o Elder God (Deus Ancião). Assim como fez com Kain em Blood Omen, Moebius usa de dispositivos de viagem temporal para manipular Raziel, que inadvertidamente permite o assassinato de Janos Audron. Ao final de Soul Reaver 2, Moebius quase obtêm sucesso em levar Raziel a aprisionar a si mesmo na Soul Reaver.
O auto-proclamado oráculo retorna em Defiance, seguindo seu papel em Soul Reaver 2. Inicialmente encontrado na Fortaleza Serafan, ele dá ao ancião Kain conselhos duvidosos, mais tarde aparecendo de fato ao final do jogo. Devido à sua morte pelas mãos do jovem Kain em Blood Omen, ele foi ressuscitado pelo Elder God e uniu-se a seu mestre para comandar a  Cidadela dos Vampiros.
Porém, o Kain mais velho - o qual Moebius pensara estar morto - atacou-o ferozmente e o matou. No instante em que sua alma foi enviada ao Plano Espectral, lá estava Raziel esperando para empala-lo com a Soul Reaver espectral e devorar sua alma, sem dar nenhuma chance à Moebius de ser revivido. Antes de ser consumido pelo espectro, porém, Moebius tem a chance de finalmente ver a forma real da divindade que ele serviu, o que o horrorizou. Raziel, planejando não só exterminar Moebius de uma vez por todas, mas também o próprio Elder God, empreendeu um feito heroico e altruísta. Após dar cabo da alma do falso oráculo, ele então usou seu corpo para entrar no Plano Material onde Kain, sem nada entender, viu o Tecelão do Tempo reerguer-se. Sem pensar duas vezes, Kain deu-lhe um golpe fatal com sua Soul Reaver material - subsequentemente absorvendo a poderosa alma de Raziel (o que estarreceu Kain, mas que Raziel considerou "a coisa certa a fazer") e fortalecendo a espada o bastante para combater o temível Elder God.
Moebius é um dos raros personagens em Defiance que interage com ambos os protagonistas. Ele não aparece pessoalmente em Blood Omen 2, porém há uma enorme estátua sua na Prisão Eterna, a qual é usada por Kain para esmagar o vampiro Magnus.

### Mortanius the Necromancer (O Necromante)
Mortanius é um personagem de Blood Omen inicialmente visto como um enigmático aliado que guia e pontua os objetivos do jogador através do jogo. Porém mais tarde revela-se sendo o guardião do Pilar da Morte e um dos inimigos ensandecidos que devem ser destruídos por Kain para que ele complete sua missão. As motivações de Mortanius são obscuras e seu personagem é revisitado em Legacy of Kain: Defiance. Em Blood Omen é dublado por Tony Jay, enquanto que em Defiance sua voz é de Alastair Duncan.
Mortanius aparece nas cenas de abertura de Blood Omen, primeiramente amaldiçoando Malek pela queda do Círculo dos Nove, e depois ressuscitando o semi-morto protagonista, Kain, como um vampiro. Durante o jogo, Mortanius é mais ouvido do que visto, falando diretamente com Kain através de narrativas ocasionais. Ao final, Mortanius é revelado como sendo o responsável por diversos eventos cruciais do jogo - o assassinato de Ariel e na resultante loucura do Círculo, e também no assassinato e posterior renascimento de Kain como um vampiro. A batalha final de Blood Omen desfrauda-se contra Mortanius, inimigo o qual Kain derrota, e conclui na batalha contra a Entidade Negra, uma criatura demoníaca criada a partir do corpo sem vida de Mortanius.
Legacy of Kain: Defiance interpreta as ações de Mortanius em Blood Omen como o resultado de um conflito entre a vontade própria deste e o controle da "Entidade Negra" Hyldeniana sobre ele. Ele é forçado a liderar o culto de Hash'ak'gik, uma organização na qual seus possessores Hyldenianos controlam seus seguidores humanos contra sua vontade. Quando interpelado por Raziel, ele explica que reviveu Kain como um vampiro na esperança de que este, como Bastião do Equilíbrio, restaurasse os Pilares de Nosgoth e renovasse o selo sobre os Hyldenianos. Desejando o próprio fim, Mortanius vai então até os Pilares onde lá confronta o jovem Kain, coincidindo com sua morte em Blood Omen.

### Nupraptor the Mentalist (O Mentalizador)
Nupraptor é um personagem antagônico da série Blood Omen, sendo ele um dos feiticeiros insanos que Kain deve derrotar para concluir sua missão. Ele integra unicamente o elenco de Blood Omen, no qual é dublado por Richard Doyle, porém ele desempenha papel importante na história principal da série e também é mencionado em jogos predecessores.
Nupraptor serve como guardião do Pilar da Mente, e suas habilidades psíquicas o permitem incitar fúria aos outros, bem como atos irracionais. Nupraptor era o amante de Ariel, a Guardiã do Equilíbrio, e ele enlouquece após sua morte, selando seus olhos e boca para ignorar o mundo exterior. Devido à sua ligação mental com os outros guardiões do Círculo, ele acabou por forçar todos eles a compartilharem de sua loucura, contribuindo decisivamente para a queda dos Pilares de Nosgoth como um todo.
Quando Kain começa o extermínio dos membros do Círculo, Nupraptor é seu primeiro alvo. Quando o jovem vampiro confronta Nupraptor, Malek surge para protege-lo. Porém este dispensa o guardião, lutando ele mesmo contra Kain - batalha esta que termina na vitória do protagonista e a morte de Nupraptor.

### Rei Ottmar
O Rei Ottmar é um personagem de suporte em Legacy of Kain. Aparece somente em Blood Omen: Legacy of Kain, onde é dublado por Neil Ross.
Ottmar é o Rei de Willendorf, a cidade mais próspera de Nosgoth. Durante Blood Omen, Kain comparece a uma audiência com Ottmar, ambicionando incitar os exércitos de Willendorf contra as Legiões do Nêmese (Legions of the Nemesis).  Porém o rei estava afogado em prantos por sua filha, que havia se tornado uma boneca sem vida. Ottmar concede à Kain este favor real em troca da cura para sua filha - a qual Kain obtém a ela -, e o jovem vampiro requisita as tropas de Willendorf para enfrentar o Nêmese. O rei pessoalmente lidera seus homens nesta batalha mas é morto durante o conflito, inspirando Kain a viajar de volta no tempo para reescrever o passado. Ottmar não mais é mencionado no jogo após este ponto.

### Vorador
Vorador é um personagem-suporte recorrente na série Legacy of Kain o qual provê assistência e informações para os personagens principais de vários dos jogos. Ao longo da série, Vorador foi dublado por Paul Lukather. Por um curto período de tempo nos estágios de produção, Vorador foi renomeado "Infernus", mas depois foi rebatizado como Vorador definitivamente.
Vorador, um vampiro milenar (inclusive o primeiro humano vampirizado, uma vez que os vampiros foram amaldiçoados pelos Hyldenianos como incapazes de procriarem) que preda até mesmo os Pilares de Nosgoth, o mestre espadachim e ferreiro que forjou a Soul Reaver, é uma das figuras mais poderosas da história de Nosgoth. Mais velho do que se possa saber, ele consumiu o sangue de incontáveis vítimas humanas e, graças à isto, aprendeu tudo o que existia sobre conhecimentos mundanos.
Em Blood Omen, Vorador é caracterizado como um velho vampiro que deleita-se com as vantagens concedidas por sua espécie, mas a perda de seu povo por caçadores o tornara amargo. Ele é mais conhecido por sua fama negativa - a de ter atacado a Fortaleza Serafan e assassinado 6 membros do Círculo dos Nove 500 anos antes do storyline do jogo acontecer, tornando-o assim o inimigo principal de Malek. No jogo, Vorador dá conselhos ao jovem Kain, até mesmo vindo em seu auxílio e finalmente matando Malek. O fim da história do lendário Vorador, porém, nada teve de glamouroso: Uma turba de caçadores de vampiros incitada e liderada por Moebius o captura e corta-lhe a cabeça.
Ele ainda aparece em pequenos papéis em Soul Reaver 2 e Defiance, nos quais ele auxilia Raziel, dando-lhe informações. Soul Reaver 2 revela ainda que o senhor de Vorador era na verdade Janos Audron, e em Defiance, ele revela-se como tendo sido não só o primeiro humano em Nosgoth a tornar-se vampiro, como também ser ele o forjador da lâmina Ceifeira, espada esta que seria transformada na Soul Reaver.
Vorador é um personagem-suporte significante em Legacy of Kain: Blood Omen 2, liderando uma resistência vampírica conhecida como a Cabala (Cabal). Ele é denominado como sendo o progenitor de todos os vampiros que figuram no jogo com exceção do protagonista Kain. Paradoxalmente, Blood Omen 2 passa-se 400 anos após a execução de Vorador no primeiro Blood Omen. De acordo com Amy Hennig, a escritora e diretora de Defiance, uma explicação para tal fato estava programada para ser incluída no jogo, mas foi abandonada devido a restrições no prazo de finalização.

### William o Justo
William o Justo é um antagonista que aparece unicamente em Blood Omen, sendo lá dublado por Tony Jay. Sua morte torna-se de caráter vital à série, e sugere que tenha mudado a história.
William foi um jovem rei que foi tronado em tempos anteriores ao nascimento de Kain. Na história original, Moebius envenenou a moral de William, transformando-o de um líder generoso para um tirano sedento por guerras conhecido assim como Nêmese (Nemesis). Durante os eventos de Blood Omen, as Legiões do Nêmese aniquilam as forças do Rei Ottmar de Willendorf, levando Kain, o qual era aliado de Ottmar, a viajar de volta no tempo para mudar a história. Kain mata o jovem William, impedindo assim que ele vá tornar-se o Nêmese. O fato de tanto Kain quanto William estarem empunhando uma Soul Reaver foi a chave para a criação de um paradoxo forte o bastante para "desarranjar" totalmente a história (aparentemente orquestrado por Moebius). Ao retornar ao presente, Kain descobre que Moebius repercutiu o assassinato do rei William, tornando-o o motivo para uma cruzada humana contra os vampiros.

## Série Soul Reaver

### Dumah
Dumah é um antagonista introduzido em Soul Reaver, jogo no qual é um dos grandes inimigos. Ele também aparece em Soul Reaver 2. Em ambas as versões, é dublado por Simon Templeman. Nos estágios de desenvolvimento do jogo seu codinome era "Ronin Boss", e em um outro ponto seu nome passou para a forma truncada do seu nome final - "Duma".
Dumah primeiramente aparece na sequência de abertura de Soul Reaver como um dos Tenentes Vampiros de Kain, o terceiro mais velho após Turel, na prole do monarca vampiro. Ele é o equivalente do personagem principal Raziel e líder do clã vampírico Dumahim, o qual é o primeiro dos vampiros mutacionados que Raziel encontra após voltar como espectro. Quando Kain ordena a execução de Raziel, Dumah é um dos 2 tenentes cumprir a ordem de arremessa-lo ao abismo (o segundo dos executores sendo Turel). No momento em que Raziel encontra-se com Dumah durante os eventos do jogo, este mutacionou para um gigante com uma grossa armadura de carne e força física destruidora, mas foi deixado empalado por várias lanças nas ruínas de sua fortaleza por caçadores de vampiros. Raziel permite que a alma vagante de Dumah retorne ao seu corpo após remover as lanças - O gigante agradece seu irmão, aparentemente lhe demonstrando alguma simpatia. Raziel no entanto o repudia, culpando-o por não ter nem ao menos pensado antes de cumprir o comando de Kain. Eventualmente, o caminho do desfecho torna-se claro, e ambos são levados ao combate. Em sua forma mutada,  Dumah é invencível à ataques de qualquer natureza. Apenas atraindo-o para uma câmara-fornalha é que Raziel consegue ser bem-sucedido em matá-lo e devorar sua alma, da qual ele ganha a habilidade "Constrict", que permite ao jogador à interagir com certos quebra-cabeças.
A versão humana de Dumah faz uma rápida aparição em Soul Reaver 2 em um ponto a muito passado na linha temporal da série. Um membro proeminente da Ordem Serafan dos exterminadores de vampiros, Dumah auxilia no assassinato de Janos Audron. O espectro Raziel o encontra e o mata como parte de uma luta não-opcional, provendo o cadáver que Kain iria reanimar como um vampiro muitos anos depois.
Diferente de todas as outras habilidades ganhas em Soul Reaver, Raziel deixa de apresentar a habilidade Constrict de Dumah em jogos posteriores da série. Isto deve-se ao fato da habilidade ter sido incluída no jogo primariamente para substituir uma possível animação de Raziel movendo certas alavancas, uma vez que com as restrições do Playstation, seria difícil produzir tal animação de maneira realística. Em Soul Reaver 2, para Playstation 2, esta limitação não mais existia, portanto a habilidade não era mais necessária. Podemos dizer que Raziel ainda possui tal habilidade e que simplesmente nunca mais lhe encontrou utilidade após começar a viajar pelo tempo.

### The Elder God (O Deus Ancião)
O Elder God é um grande antagonista na série Legacy of Kain, dublado ao longo da série por Tony Jay. Ainda que no jogo em ponto algum seja revelado seu nome, o título de "Elder God" é dado a ele no manual do jogo Legacy of Kain: Soul Reaver e em outras fontes variadas. O papel do Deus Ancião em Soul Reaver é de aliado do protagonista Raziel, mas subseqëntemente nos jogos ele é mostrado sob um prisma muito mais maléfico. O "Elder God" é o chefe final de Legacy of Kain: Defiance, e argumentavelmente o principal antagonista de toda a série.
O Deus Ancião é mostrado primeiramente em Soul Reaver como uma entidade que revive Raziel após sua execução sob o mando de Kain. Ele é ilustrado neste jogo como uma criatura gigantesca com tentáculos de polvo no prólogo antes do início do gameplay, contudo nesta localidade apenas parte de seus tentáculos pode ser vista. Neste jogo, ele conversa com Raziel onde quer que ele esteja por meio de sua conexão espiritual, mas em jogos sucessores ele apenas conseguia falar com Raziel encontrando-o fisicamente. Ele conclama ser o responsável pela Roda do Destino, um círculo de nascimento, morte e renascimento no qual todas as almas estão atadas. Vampiros, sendo imortais, são exceções a este círculo e o Deus Ancião ambiciona destruir todos eles para libertar suas almas e faze-las retornarem ao fluxo. Ele incita Raziel a vingar-se de seus executores e o guia a localiza-los. Ao final do jogo, ele diz à Raziel que ele estará além de seus domínios se atravessar o portal do tempo atrás de Kain. Os eventos que seguem-se em Soul Reaver 2 tomam lugar num ponto cronologicamente anterior da série, mas com o Deus Ancião sendo onipresente, logo reconhece Raziel e desdenha de sua recusa em matar Kain. Neste jogo ele também é uma criatura gigantesca parecida com um polvo (até mesmo chamado assim por Raziel), porém reside num abismo inundado no Plano Material ao invés de estar no Espiritual, e é apenas encontrado lá. Não há nenhuma animosidade aparente entre o Deus Ancião e Raziel ao longo do primeiro Soul Reaver, e este parece ser mesmo um aliado para o espectro, lhe instruindo sobre as localizações de seus irmãos e seu mestre que conspiraram contra ele. Mas em Soul Reaver 2, Raziel o cumprimenta com forte desdém desde seu primeiro encontro, tendo agora descoberto os laços entre a divindade traiçoeira e Moebius. Em um destes encontros, Raziel questiona-o se não seria uma farsa ele tê-lo revivido, e pergunta-se se o que ocorreu na verdade foi apenas o "Elder God" estar presente no momento em que ele despertou por conta própria no limbo. Raziel, sendo indestrutível como espectro, seria uma ferramenta extremamente conveniente a ele, que usou-se da história mentirosa de que ele era seu agente para amealha-lo à seus próprios propósitos.
Em Legacy of Kain: Defiance o Deus Ancião continua a exortar Raziel à servi-lo. Ao final de Soul Reaver 2, Raziel, enfraquecido após a espada Soul Reaver ter voltado-se contra ele, esvanece-se para o Reino Espectral. Mas no início de Defiance, nós o encontramos no Reino Espectral diante do Deus Ancião - que mostra-se uma massa elaborada de milhões de tentáculos e com olhos que formam o símbolo do infinito. No decorrer dos eventos é revelado que o Deus Ancião foi adorado pelos Vampiros Anciães, e que os encorajou a desencadear uma guerra contra os Hyldenianos, os quais não partilharam de seu destino. Quando os Hyldenianos os aflingiram com a sede de sangue predatória, esterilidade e imortalidade, o "Elder God" os abandonou, eventualmente orquestrando uma rebelião de humanos contra os vampiros, manipulando Moebius para tal feito. A batalha final de Defiance termina com Kain derrotando-o mas não matando a divindade, que previne Kain ser ele um imortal e que retornaria, acentuando a ele a declaração de que, "neste inevitável dia, sua amaldiçoada e estagnada alma finalmente será minha!".

### Melchiah
Melchiah é um antagonista da série Legacy of Kain, o qual Raziel combate como um grande chefe. Ele figura em Soul Reaver e Soul Reaver 2, nos quais é vocalizado por Michael Bell. Durante o desenvolvimento de Soul Reaver, jogo em qual nasceu, seu codinome era "Skinner Boss".
Melchiah aparece pela primeira vez na cena de abertura de Soul Reaver como um dos Tenentes Vampiros de Kain. Ele é o líder do clã vampírico Melchiahim e um equivalente do personagem principal Raziel, sendo como os outros tenentes um de seus irmãos. Por ter sido o último dos tenentes revividos, Melchiah é o mais fraco dentre os filhos de Kain e sua carne continua a deteriorar mesmo após receber a imortalidade dos vampiros. Durante os eventos do jogo, Melchiah é revelado como tendo mutacionado-se em uma enorme massa de carne apodrecida, forçado a "usar" a pele de seus inimigos como uma roupa para poder manter a forma humanídea. As crias de Melchiah também compartilham desta qualidade, os quais mesmo movendo-se de maneira não tão ágil, são capazes de escavarem rapidamente a terra, sumindo e logo depois saltando para fora do solo para atacarem de surpresa, utilizando-se para isto da cadeia de túneis subterrâneos que cobrem todo o solo dentro dos domínios de seu mestre. Raziel encontra Melchiah em sua forma decadente e lamenta profundamente pelo irmão. A infeliz monstruosidade não parece exatamente estar buscando a destruição de Raziel, ao invés disto, ele também lamenta sua própria situação e sofre em sua existência. A batalha entre eles apenas se inicia porque Melchiah lança-se numa ira feroz contra o irmão espectro esperando com isto que ele mesmo seja vencido e liberto de seus tormentos. Quando está prestes a morrer, Melchiah parece aliviado e grato à Raziel. Com sua destruição e após consumir sua alma, o protagonista ganha a habilidade de passar através de grades estando no Reino Espectral.
A versão humana de Melchiah faz uma aparição em Soul Reaver 2 num ponto bem anterior ao do primeiro jogo em que aparece, cronologicamente falando. Ele torna-se um Inquisidor da Ordem Serafan, um dos que participam do ataque a Janos Audron e auxilia em sua morte. O espectro Raziel o encontra e o mata como parte de uma luta não-opcional, provendo o cadáver que Kain iria reanimar como um vampiro muitos anos depois.

### Morlock
Também conhecido como "Guardião da Tumba" (Tomb-Guardian), Morlock é o mais influente Turelim mostrado no jogo Soul Reaver, e devido à sua lealdade cega para com seu mestre Kain, ele é criticado severamente por Raziel, sendo chamado pelo espectro de "Cão Encoleirado". Raziel o encontra pela primeira e única vez nas tumbas dos Serafan após ter descoberto sobre seu passado, e depois que este destrói Morlock, ganha uma relíquia que estava em seu poder a qual permite à Raziel disparar projéteis de energia a longa distância e assim resolver certos quebra-cabeças no jogo. Morlock é claramente muito mais forte que qualquer outro Turelim e, mesmo sendo relativamente fácil de se derrotar, é incomumente resistente se comparado com seus irmãos. Isto é por causa da relíquia que ele carrega consigo, porém como ele teria a conseguido ou o que ela realmente é - estas dúvidas nunca foram sanadas.
A existência de Morlock em Soul Reaver foi algo não planejado inicialmente, uma vez que seu modelo inicial seria o de Turel, que teria sua parte no jogo. Devido ao prazo de entrega apertado, os produtores resolveram guardar Turel para outros jogos e terminar seu modelo inicial como um chefe menos complexo e mais fácil de ser explicado. A este chefe também foram dadas algumas das falas que seriam de Turel. E nascia ali Morlock, o prodigioso e corrompido Turelim.

### Rahab
Rahab é um dos antagonistas presentes tanto em Soul Reaver como em Soul Reaver 2 como um grande inimigo, vocalizado por Neil Ross em Soul Reaver, enquanto que seu dublador em Soul Reaver 2 infelizmente não foi creditado. Em estágios primários de produção da série ele era conhecido pela equipe de desenvolvimento como "Aluka Boss".
Rahab é um dos seis Tenentes Vampiros de Kain que como seus irmãos, aparece pela primeira vez na sequência de abertura do jogo Soul Reaver. Ele é líder do clã vampírico Rahabim, e um equivalente do personagem principal, Raziel. Diferente de outros vampiros, Rahab é completamente imune aos efeitos danosos da água que sua raça considera mortal. Porém em contrapartida sofre de uma fotossensibilidade extremamente atenuada, mesmo para os padrões vampíricos. Quando encontrado por Raziel séculos após sua execução, ele mutou para um monstro marinho capaz feitos como nadar em velocidades impressionantes e de submergir nas águas para escapar da luz do sol, assemelhando-se a um tritão abissal. Tendo evoluído desta maneira, ele acaba por perder suas pernas que dão lugar a uma grande cauda com barbatanas. Ele reina em seus domínios localizados em "Drowned Abbey" (Capela Inundada), e seus "filhos" a guardam por todos os lugares - até mesmo por terra, pois diferente de seu mestre, estes mantiveram pernas e podem aventurarem-se fora das águas. Ao deparar-se com seu monstruoso e imponente irmão, Raziel o questiona, alegando que lembrava-se muito bem que Rahab era um dos mais justos e que não podia entender o porque de seus atos. Indiferente a isto, Rahab vai ao ataque de qualquer maneira. O espectro, que não pode tocar a água, tem uma luta difícil contra o irmão marinho, e só consegue vencer quando quebra os vitrais das janelas que rodeiam a sala. Com as janelas quebradas, a luz do sol incide diretamente sobre Rahab, incinerando-o. Ao consumir sua alma, Raziel adquire não somente a imunidade contra a água, como também a habilidade de nadar como seu irmão antes dele.
De maneira muito interessante, o nome de Rahab provêm do folclore judeu e é descrito no Livro de Isaías como um demônio dos mares, um dragão das águas, o (demoníaco) "anjo das marés"  - o que espelha diretamente sobre sua aparência condicionada à ambientes aquáticos em Soul Reaver.
A versão humana de Rahab figura em Soul Reaver 2 numa linha temporal muito anterior que à do primeiro Soul Reaver. Ele é proeminente na Ordem Serafan, ostentando uma belíssima armadura decorada com imagens de cavalos marinhos - uma certa previsão de sua eventual não-vida vampírica. O espectro Raziel o confronta e o mata como parte de uma luta não-opcional, provendo o cadáver que Kain reanimaria como um vampiro séculos depois. Juntamente com Malek, Rahab é um dos únicos dois Inquisidores Serafans a não tomar parte no ataque e assassinato de Janos Audron.

### Turel
Turel é um antagonista da série Legacy of Kain, sendo o líder do clã vampírico Turelim e o segundo mais velho da irmandade, estando logo após Raziel. Turel figura em vários jogos da série, e é dublado por Richard Doyle em Soul Reaver 2 e por Gregg Berger em Legacy of Kain: Defiance.
A primeira aparição de Turel ocorre na abertura de Soul Reaver como um dos dois Tenentes Vampiros (sendo o outro Dumah) os quais executam as ordens de Kain e atiram Raziel para sua morte, sendo nesta "cinematic" sua única participação no jogo. Turel originalmente estava programado para reaparecer como um chefe como todos os seus outros irmãos tenentes, mas enquanto o storyline realmente inclui algumas referências ao seu nome (como um sarcófago com seu nome na Tumba dos Serafans), sua participação no jogo foi cortada devido a restrições no prazo de finalização. Os remanescentes de seu clã servem sob as ordens do próprio Kain em sua ausência e podem ser encontrados principalmente em Timestreaming Chamber (Câmara do Fluxo Temporal) onde atuam como guardiões para seu monarca.
Durante a fase de desenvolvimento de Soul Reaver, o codinome de criação de Turel era  "Morlock Boss", derivado dos humanóides que povoavam o subterrâneo presentes na obra de H.G. Wells, The Time Machine. Este mesmo codinome, Morlock, foi mais tarde reaproveitado no vampiro Turelim guardião das Tumbas Serafan, que foi adicionado ao jogo no lugar de Turel e proclama alguns dos diálogos que estavam originalmente planejados para o irmão de Raziel.
Soul Reaver 2 explora pontos anteriores na linha temporal da série - Turel aparece finalmente neste jogo como um humano sacerdote-guerreiro, antes de sua morte e ressurreição. Um proeminente membro da Ordem de matadores de vampiros Serafan, Turel auxilia no assassinato de Janos Audron. O espectro Raziel o encontra e o mata após ferrenha batalha, provendo o cadáver que seria revivido como um vampiro por Kain séculos mais tarde.
A omissão de Turel em Soul Reaver criou uma lacuna na trama da série, e Defiance a preenche incluindo a forma vampírica metamórfica de Turel como uma monstruosa criatura parecida com um morcego. Defiance acontece cronologicamente antes de Soul Reaver, mas a presença de Turel é explicada como resultado das experiências com viagens temporais empreendidas pela Guardiã das Dimensões Azimuth. Confinado nas catacumbas abaixo da Catedral de Avernus, Turel era adorado como uma divindade pelo culto de Hash'ak'gik, e seus líderes Hyldenianos do Plano Demoníaco o usavam-no como ferramenta para comandar seus seguidores humanos no Plano Material. Raziel descobre Turel e o mata, adquirindo poderosas habilidades tele-cinéticas após consumir sua alma.

### Zephon
Zephon é um antagonista introduzido em Soul Reaver, no qual é um dos grande inimigos. Ele também aparece em Soul Reaver 2 com capacidades paralelas. Dublado por Tony Jay em sua totalidade, era conhecido como "Wallcrawler Boss" na pré-produção de Soul Reaver.
Zephon como todos os outros Vampiros Tenentes de Kain - irmandade à qual pertence -, debuta na abertura de Soul Reaver. Ele é líder do clã vampírico Zephonim, e equivalente do personagem principal, Raziel. Dentro da premissa do jogo, após séculos de evolução, Zephon aparece como uma maciça criatura insectóide. Seu corpo fundiu-se com a "Silenced Cathedral" (Catedral Silenciada), uma cidadela usada em tempos remotos por humanos como uma arma contra os vampiros, e de lá ele nunca mais pode sair. Sua cria consiste em criaturas com aparência aracnídea que sufocam suas vítimas com um invólucro de teias que produzem e atacam com garras mortalmente afiadas. Uma vez que depara-se com seu irmão, Raziel mal conversa com o mesmo, pois Zephon não parece lhe guardar simpatia alguma. O espectro vingativo logo avista a flecha em chamas na balestra de um caçador morto ali e, incendiando ovos postos pelo monstruoso inimigo e atirando-os de volta contra a criatura, ele o incinera  e cessa a existência de Zephon. Ao devorar sua alma, Raziel adquire a habilidade de escalar certas paredes de superfície britada.
A versão humana de Zephon faz uma aparição em Soul Reaver 2 num ponto bem anterior ao do primeiro jogo em que aparece, cronologicamente falando. Lá, ele é um dos Inquisidores da Ordem Serafan, participando ainda do ataque a Janos Audron e auxiliando em sua morte. O espectro Raziel o encontra e o mata como parte de uma luta não-opcional, provendo o cadáver que Kain iria reanimar como um vampiro muitos anos depois.

## Soul Reaver 2

### Janos Audron
Janos Audron é um personagem-suporte recorrente na série Legacy of Kain. Ao longo de suas participações, foi dublado por René Auberjonois.
Janos Audron é mencionado pela primeira vez em Blood Omen: Legacy of Kain como história de um item contínuo do jogo, o "Coração das Trevas" (Heart of Darkness) - um vampiro lendário e milenar, cujo coração continua à bater mesmo tendo sido arrancado de seu peito. Janos é de fato introduzido em Soul Reaver 2, e chegar até ele antes do ponto da história em que ele é morto é o principal objetivo do jogo. Quando encontrado, Janos dá informações ao protagonista Raziel, revelando ser ele mesmo um guardião secreto dos Pilares; o vigia da "Reaver". Temido pelos humanos como sendo a fonte da linhagem dos vampiros, Janos é caçado e morto por cinco dos Inquisidores Serafan.
Janos ainda aparece em Blood Omen 2 a despeito do fato de que este jogo se passa após sua morte. Primeiramente encontrado em uma forma monstruosa como resultado de ter tido todo o seu sangue drenado para alimentar e fortalecer a arma Hylden de destruição em massa, Janos é apenas identificado como "A Besta". Após Kain destruir a "Mass", Janos é revertido à sua forma original e então auxilia Kain e Vorador na derrota dos Hyldenianos. Durante a batalha final, O Lorde Serafan atira Janos no Portal do Nexus e desta maneira o aprisiona no Plano Demoníaco - seu destino final na série, até o momento.
Em Defiance, Raziel retorna o Coração das Trevas ao corpo de Janos, trazendo-o de volta à vida. Após sua ressurreição, o vampiro ancião leva Raziel à "Citadel of the Ancients" (Cidadela dos Anciães). Logo após a chegada de ambos, o jovem Kain daquela época faz sua escolha decisiva, e os Pilares desmoronam. O Senhor Hyldeniano então consegue possuir o corpo de Janos. Raziel é derrotado pelo Janos possuído, que deixa o espectro rastejando no Plano Espectral enquanto parte. Isto leva aos eventos de Blood Omen 2, onde Janos age como uma ferramenta contra sua vontade para os planos de dominação de Nosgoth dos Hyldenianos.
Janos Audron é referido como o "pai da raça vampírica" e é o único dos Anciães Vampiros ainda existente, vivendo além da morte de sua espécie por um senso de obrigação de guardar a "Reaver" e manter os Hyldenianos exilados.

## Blood Omen 2

### Faustus
Faustus é um antagonista de Blood Omen 2: Legacy of Kain. Ele pode ser visto num breve momento da sequência "cinematic" de abertura como um legionário dos exércitos de Kain, fazendo sua primeira participação proeminente logo no início do jogo. Anteriormente sendo um dos relutantes aliados de Kain, ele é descrito como um "soldado indiferente", preocupando-se em sempre estar do lado vencedor de uma disputa.
Ele é o primeiro chefe encontrado no jogo. Quando Kain parte de uma área de Meridian conhecida como "Smuggler's Den" (Toca dos Contrabandistas), Faustus embosca e provoca Kain antes de instigar uma batalha. O traidor revela ter voltado-se contra Kain, seu antigo comandante, para aliar-se ao Senhor dos Serafans, preocupado apenas em buscar mais e mais poder. O personagem pode ter sido inspirado numa lenda alemã, na qual um homem faz um pacto com o Diabo para adquirir sabedoria.
Após a discussão, Kain imola Faustus usando várias fundições próximas, depois empreende luta corpo-a-corpo com o vampiro. Quando Faustus tenta fugir pelos ares, ele perde o equilíbrio e cai ao chão já sem vida. Por tê-lo matado, Kain obtêm o "Dark Gift" (Presente Negro) "Jump" (Salto).

### Magnus
Magnus é um personagem de Blood Omen 2: Legacy of Kain, jogo no qual é o quarto chefe encontrado. Ele é o único dos chefes do jogo que não aparece na sequência de abertura. Como o Campeão de Kain e seu mais próximo aliado, ele participou da guerra contra os Serafan, porém na noite anterior à batalha final contra seus inimigos, ele parte do acampamento de Kain para empreender tentativa de assassinato ao Senhor dos Serafans. Porém ele não obtêm sucesso e é derrotado por este, sendo então enviado para a "Eternal Prison" (Prisão Eterna) ao sul de Meridian.
Kain encontra seu antigo tenente durante sua incursão na Prisão Eterna. Quase que completamente insano por 200 anos de aprisionamento torturante, Magnus ataca Kain inúmeras vezes ao longo da Prisão. Ele ainda parece ser imune à fraquezas vampíricas como água e fogo. Kain confronta-se com Magnus antes de sair da Prisão, derrotando-o ao fazer com que uma enorme estátua de Moebius lá presente desabe sobre ele.
Kain passou todos os anos que amargou a derrota sofrida contra os Serafan pensando que Magnus o havia traído e juntado-se ao "Sarafan Lord" quando não retornou ao acampamento de guerra naquela noite que antecederia o dia crítico do combate. Porém, o moribundo Magnus, que a beira da morte acalma-se e recupera a sanidade, explica neste momento ao seu mestre sobre sua tentativa frustrada de assassinar o Senhor dos Serafan - o que traria a vitória à campanha de Kain com certeza se tivesse sido bem-sucedida. Reconciliando-se com seu leal tenente, Kain garante ao grato e aliviado Magnus uma morte rápida e indolor, obtendo assim o Dark Gift "Immolate" (Imolação) de seu corpo antes de partir da Prisão Eterna.

### Marcus
Marcus é um antagonista de participação breve em Blood Omen 2: Legacy of Kain. Ele pode ser visto na abertura do jogo durante a batalha de Kain contra o Senhor dos Serafans, e aparece nos estágios iniciais do jogo. Kain o encontra na parte superior da cidade de Meridian.
Marcus dialoga com Kain, clamando que este nunca foi seu amigo e que tentara mata-lo certa vez, fazendo alusões a uma história secundária e seus eventos. Marcus tenta frustrar a busca de Kain através da cidade pelo Bispo de Meridian, colocando guardas Saraphan sob transe e assim fazendo-os atacar ferozmente Kain assim que visto. Uma vez que Marcus alcança a catedral, ele possui a mente do Bispo.
Kain ataca Marcus, usando os sinos da catedral para ferir o vampiro. Descortinando-se um combate mano-a-mano em seguida, Kain mostra ser superior e derrota Marcus, que ao morrer deixa o Dark Gift "Charm" (Transe), do qual Kain apodera-se.

### Sebastian
Um vampiro e também um agente do Senhor dos Serafans. Tendo sido um dos tenentes de Kain, Sebastian revela-se mais tarde como tendo sido o responsável por uma emboscada que custou a Kain a guerra contra os Serafan. Ele é encontrado cedo no jogo, quando Kain chega a um pátio repleto de corpos. Após um vampiro parecer reconhecer Kain ao longe, ele foge imediatamente. Kain vai ao seu encalço, mas eventualmente perde seu rastro.
Na área industrial da cidade, quando Kain busca a Pedra do Nexus, ele encontra-se com Sebastian pela última vez antes do confronto. Indiferente às inúmeras provocações de Sebastian e de suas constantes tentativas de frustrar-lhe os planos, Kain prossegue em sua jornada. Quando eles se reúnem na câmara que abriga a Pedra do Nexus a batalha finalmente tem início. A luta prossegue e logo Sebastiam percebe ser incapaz de derrotar Kain, que é muito mais forte. Ao perceber que no combate não obterá sucesso, ele abandona a refrega e faz uma tentativa desesperada de destruir a Pedra do Nexus para assim impedir Kain de obte-la. O protagonista, no entanto, o impede a tempo, golpeando-o fatalmente. Enquanto Sebastiam agoniza, Kain lhe pergunta sobre os planos do Senhor dos Serafans. Este lhe diz sobre a existência de uma arma poderosíssima construída nos subterrâneos de Meridian, conhecida somente como "O Dispositivo" (The Device). Kain obtêm do cadáver do traiçoeiro o Dark Gift "Berserk".

### The Builder (O Construtor)
Um arquiteto Hyldeniano aprisionado em "Eternal Prison", onde foi condenado a purgar pela eternidade. O Construtor criou "The Device" (O Dispositivo) o qual abriga em seu interior um ser chamado unicamente de "The Mass" (A Monstruosidade), uma criatura tão poderosa que é capaz de eliminar tudo em Nosgoth com apenas um pensamento. Kain descobre que o povo "Construtor" criou a ambos (Dispositivo e Monstruosidade) para vencer a guerra contra seus inimigos ancestrais (os quais, mais tarde, são revelados como sendo os primeiros vampiros, dos quais Janos Audron é o único remanescente).
Em troca de informações sobre o "Dispositivo" e sobre a fraqueza ao sangue Hyldeniano da "Monstruosidade", Kain concede ao Construtor seu último e desesperado pedido... a morte.

### The Seer (A Vidente)
Uma mística Hyldeniana que vive nos desertos dos ermos além de Meridian, e que auxilia Kain nesta jornada. Ela revela a ele sobre a localização do "Dispositivo" no subterrâneo e dá-lhe direções de como prosseguir pelos salões onde ele está. Desafortunadamente, logo depois disso, o Senhor dos Serafans ordena à seus arqueiros que disparem uma tempestade de flechas flamejantes sobre sua morada. Ela diz a Kain para que ele consuma seu sangue, que concede a ele o Dark Gift "Telekinesis" (Telecinesia). Se ela teria sobrevivido ou não após os eventos... isto constitui um fato ainda desconhecido.

### Umah
Umah é uma personagem-suporte NPC em  Blood Omen 2: Legacy of Kain. Ela narra o tutorial para o protagonista Kain (e para o jogador, por subseqüente) no início do jogo sob o pretexto de lembrar-lhe sobre suas habilidades vampíricas. Ela também lhe apresenta Meridian, a cidade fictícia na qual o jogo se passa.
Umah é parte integrante da resistência vampírica Cabala, a qual observa e acompanha Kain em seu processo de recuperação ao longo de 200 anos após a derrota sofrida na guerra contra os Serafans. Ela guia Kain por Meridian e o leva diretamente ao Santuário da Cabala. Mais tarde, Umah descobre a Pedra do Nexus durante uma missão de reconhecimento, mas é capturada por cavaleiros Serafan. Uma vez que ela é resgatada por Kain, a dupla encontra o Senhor dos Serafans e neste evento quase são mortos, porém salvam-se no último momento graças a um feitiço que Umah conjura para transporta-los de volta ao Santuário.
Posteriormente quando Kain consegue a Pedra do Nexus, Umah acaba por roubar o artefato dele, temendo sua ambição flamejante. Kain eventualmente a encontra perdendo uma batalha contra tropas Serafans e aproveita-se deste momento para mata-la brutalmente. Ele a lembra que ela "poderia ter sido (minha) rainha, agora deixará-me sozinho.", dando vias de que era atraído por ela. Na cena de encerramento do jogo, Kain reflete sobre a alegação de Umah de que sob seu comando, o destino de Nosgoth não seria diferente do que estivesse sob o comando do Senhor dos Serafans.